# Кастелець
Кастелець (словен. Kastelec) — поселення в общині Копер, Регіон Обално-крашка, Словенія. Висота над рівнем моря: 317,3 м.